# Элька
«Элька» — российский полнометражный мультипликационный фильм 2006 года, в котором белый медвежонок по имени Элька находит себе новых друзей и спасает Антарктиду от злого робота. Является продолжением «Эльки и звёздного почтальона» (2004). Участник открытого российского фестиваля анимационного кино «Суздаль — 2007». С апреля 2007 года мультфильм лицензионно издаётся на DVD компанией «Мистерия звука». Телепремьера же фильма состоялась 2 января 2008 года на «Первом канале».

## Сюжет
Эта история происходит накануне Нового года. Белый медвежонок Элька, катаясь на лыжах, случайно обнаруживает возле своего дома Волшебный Тоннель Дружбы, который соединяет Северный и Южный полюса и который могут видеть лишь те, кто умеет дружить. Мать Эльки запрещает ходить к нему, однако рассказывает сыну о тоннеле.
Благодаря этому Тоннелю у Эльки вскоре появляется подруга — пингвинёнок Таша. Она рассказывает Эльке, что в Антарктиде, откуда она родом, происходит нечто ужасное — злые люди с помощью порабощённых ими пингвинов воруют снег со льдом, и их уже почти не осталось. Такая же опасность грозит и Арктике. Элька и Таша немедленно отправляются спасать Антарктиду.
Прибыв на Южный полюс, герои сразу же натыкаются на Макси Мауса — огромного робота, ходящего по бескрайним ледяным пустошам и использующим в качестве топлива, добытый порабощенными пингвинами лёд. Спасаясь от него, Элька и Таша оказываются в ловушке, но их обоих спасает и приводит к себе в иглу друг последней — тюлень Мартик, который является компьютерным гением.
В иглу Мартик и Таша рассказывают Эльке о Макси Маусе, после чего белый медвежонок просит Ташу созывать своих друзей, но вскоре он разочаровывается в этой затее по причине отсутствия смелости у последних. Мартик также хочет отсиживаться в своём иглу, однако жилище случайно уничтожает Макси Маус, и Мартик идёт выполнять просьбу Эльки — следить за огромным роботом. В свою очередь, Элька и Таша отправляются в Дворец Развлечений, с которым связан Макси Маус и в котором находятся человеческие дети-друзья Таши.
Таша, Элька и заинтересовавшаяся их делами Чайка доходят и пробираются во Дворец Развлечений, не без помощи пингвинят, которых впечатлил своими словами Элька. В коридорах дворца друзей, кроме Чайки, встречает Герда, которая проводит их в свою комнату, полную игрушек, где со всеми тремя связывается её брат Кай, который является вундеркиндом. Сперва Элька не слишком доверяет Герде, но он начинает сопереживать ей, когда Таша показывает замороженных в куске льда родителей Кая и Герды, и после просмотра записей с камер видеонаблюдения, находящихся в комнате девочки, рассказывающих о деятельности людей. Герда настаивает на том, чтобы поехать к Тоннелю Дружбы.
Тем временем, в ходе преследования Макси Мауса Мартик натыкается на Полярника, который безуспешно пытается отправить сообщение с просьбой прислать к нему сменщика. Тюлень помогает научному сотруднику доставить письмо и находит доступ к интернету для слежки за Макси Маусом, в придачу. Через некоторое время с Мартиком связывается Кай, который управляет Макси Маусом, и Мартик вызывает его на дуэль в компьютерной игре.
Одновременно с этим Герда, Элька и Таша приезжают к Тоннелю Дружбы, где девочка предаёт зверят, открывая им, что имеет власть над плохими людьми, которые слепо выполняют её команды. Герда связывает Эльку и Ташу, после чего связывается с Каем, который потерпел поражение от Мартика в виртуальном мире. Кай подчиняется сестре и с помощью Макси Мауса доставляет Мартика к его друзьям, после чего его также связывают.
Герда говорит Каю, который начал видеть Тоннель, поставить на него насос в виде водоразборной колонки, изобретённый плохими людьми для добычи снега и льда с Северного полюса. Снег успешно пребывает в антарктические реалии, едва не засыпав Полярника, героев и злодеев, кроме Кая с Гердой. Последняя ощущает своё превосходство, после чего объявляет желание устроить снежный полюс на всей планете. Кай руками Макси Мауса берёт гору снега с целью достать оттуда Мартика, но оттуда, на снегоходах плохих людей, вырываются и уезжают прочь высвободившиеся Элька, Мартик и Таша.
Герда обвиняет Кая в просчёте и, грозясь отнять Макси Мауса у брата, намеревается вернуться во Дворец Развлечений с верными ей людьми. Однако Кай поворачивается против сестры и отправляет её в полёт, в результате чего последняя теряет всё своё сопровождение. Макси Маус уничтожает насос и идёт на поиски Мартика.
Уехав на достаточное расстояние, герои наконец прозревают: Кай и Герда — главные причины бед, что произошли на Южном полюсе. Последняя приземляется рядом с ними и уговаривает их позволить ей помочь в борьбе с Макси Маусом. По дороге во Дворец Развлечений Герда рассказывает причины всего произошедшего: Макси Маус был игрушкой Кая, которую улучшил, и который до Мартика был его единственным другом. Воспользовавшись этим, Герда заморозила их собственных родителей, из-за их запретов по отношению к ней, затем других оказавшихся не в том месте не в то время людей, а после захватила Антарктиду, воссоздала там нечто похожее на родительский дом и перестроила его во Дворец Развлечений, который, по её словам, является «самым большим холодильником в мире».
Герои проходят во дворец и им вновь приходится разделиться: Мартик и Таша идут отключать системы дворца, а Элька отправляется следить за Гердой в её комнату, где последние попадают в ловушку, подстроенную Каем. После перебранки Кай угрожает Герде съесть её дворец, что приводит девочку в ярость. Успокоившись, Герда говорит Эльке, что лёд — это топливо, которое не позволяет роботу перегреваться и, соответственно, выходить из строя. После брошенной Гердой колючей фразы Элька сбегает из комнаты, сталкивается с Мартиком в коридоре, и они вместе застают приход Макси Мауса. Герда решает остаться и бороться с Макси Маусом за свой дворец, Мартик решает уйти лишь после долгих уговоров. Таша тем временем отвлекает плохих людей на пингвинболе, из которого она успешно выбирается на улицу, где её встречают Элька и Мартик.
Тем временем Герда чуть не уничтожает Кая вместе с Макси Маусом с помощью электрических проводов, но её вовремя останавливают Элька и Таша. Однако Герда переключается на зверят и собирается убить их за то, что они помешали. К счастью, Элька и Таша оказываются спасены Мартиком, который не без помощи Чайки отключил всё электричество во дворце, после чего тяжело повреждённый Макси Маус уничтожает его собой. После всего этого Герда и Кай воссоединяются со своими родителями, замороженных людей из Дворца Развлечений размораживают, плохие люди добреют, в Антарктике наступает утро и к Полярнику наконец приезжает сменщик, а корпус Макси Мауса улетает на воздушных шарах.
В заключении Элька со своими друзьями и семьей встречают Новый год на Северном полюсе. К ним приходят Герда и Кай с восстановленным Макси Маусом, который ставит около дома Эльки чёртово колесо, сделанное Каем из велосипеда, подаренного ему родителями.

## Создатели
- Авторы сценария Владимир Саков, Алексей Лукьянчиков
- Режиссёр Владимир Саков
- Художник-постановщик Алексей Лукьянчиков, Леонид Пожидаев (фоны)
- Композиторы Иван Бурлачко, Евгения Теджетова[3]
- Звукорежиссёр Владимир Орёл

## Роли озвучивали
- Лариса Брохман — Элька
- Ольга Шорохова — Таша / Герда
- Дмитрий Филимонов — Мартик / Псих / Мелкий / охрана
- Александр Филиппенко / Алексей Симоновский — Полярник Аркадьич
- Елена Габец — Мама
- Елена Воробей — Чайка
- Алексей Булдаков — Вожак (Сержант)[4]
- Александр Пожаров — Умка, дедушка Эльки
- Юрий Гальцев — Толстый
- Людмила Дребнёва — Мама Эльки
- Дарья Белоусова — Бабушка
- Алексей Колган — Кай / Макси Маус

## Награды
- 2006 — 11 Международный фестиваль детского анимационного кино «Золотая рыбка» : Приз фестиваля «За лучший персонаж детского анимационного кино» присуждается медвежонку Эльке[5]ю
- 2007 — Всероссийский фестиваль визуальных искусств в ВДЦ «Орлёнок»: Гран-при «За Разработку нового российского анимационного образа детского героя».

## Новеллизация
Спустя год после выхода мультфильма вышла книга за авторством Ростислава Нестерова и Владимира Сакова под названием «Элька против Макси Мауса».